# Kovačići (miasto Bijeljina)
Kovačići (cyr. Ковачићи) – wieś w Bośni i Hercegowinie, w Republice Serbskiej, w mieście Bijeljina. W 2013 roku liczyła 383 mieszkańców.